# Część czynna
Część czynna (ang. live part) – przewód lub przewodząca część instalacji elektrycznej, która w warunkach pracy może być pod napięciem. W instalacjach do części czynnych zalicza się przewód neutralny N. Nie zalicza się do części czynnych przewodu ochronnego PE i przewodu ochronno-neutralnego PEN.